# Вики (Доктор Кто)
Вики (англ. Vicki) — персонаж британского научно-фантастического сериала «Доктор Кто», сыгранный Марин О’Брайен. Она сирота из XXV века, одна из спутников Первого Доктора и постоянный персонаж во втором и третьем сезонах. В общей сложности она появилась в 9 сериях (38 эпизодах), начиная серией «Спасение» и кончая «Создателями мифов». Во всех эпизодах с её появлением девушка известна только как «Вики», её фамилия не называется.

## Биография
О жизни Вики до того, как космический корабль с ней и другими людьми на борту потерпел крушение на планете Дайдо, ничего неизвестно. На момент её встречи с Доктором, Йеном и Барбарой в живых остались только она и ещё один астронавт, Беннет. Хотя известно, что в крушении выжили и другие, включая отца Вики, выясняется, что остальные выжившие были убиты неким Коквиллионом и та же участь ожидает Вики и Беннета. Доктор, который ещё переживает из-за расставания со своей внучкой, Сьюзен, всё же решает разобраться с Коквиллионом и понимает, что под этим именем скрывается не кто иной, как Беннет. После победы над ним Вики присоединяется к команде ТАРДИС.
В серии «Погоня» Вики убеждает Доктора, что будет правильным позволить Йену и Барбаре вернуться в своё время, используя машину времени далеков. Доктор соглашается и оба учителя покидают ТАРДИС, их место занимает Стивен Тейлор, астронавт, которого Повелитель времени и его спутники встретили на планете Механус.
В конце концов путешествие Вики с Доктором закончилось, когда они прибыли в Трою времён осады города греческими войсками. Там царь Приам даёт ей имя «Крессида», а вскоре она влюбляется в молодого воина Троила, с которым и остаётся. Вместо неё с Доктором улетает другая девушка — Катарина.

### В других медиа
Вики также появляется в различных произведениях, в том числе нескольких рассказах из цикла BBC Short Trips. В рассказе Йена Поттера «Апокрифа Бипедиум» (англ. Apocrypha Bipedium) она встречает Восьмого Доктора и, так как она не знакома с процессом регенерации, считает, что встретила более молодую версию Повелителя времени. В итоге Доктор объясняет ей, что на самом деле он только выглядит моложе, а также уговаривает девушку и Троила переехать в Корнуолл, чтобы избежать участи, описанной в трагедии Шекспира.
В аудио-драме «Потухшее пламя» (англ. Frostfire) раскрывается, что после событий серии «Создатели мифов» Вики и Троил в сопровождении Энея перебрались в Карфаген, где поженились и завели детей. Показано, что бывшая спутница Доктора сожалеет о своём решении остаться, она показана замкнутой и одинокой, а единственным существом, с которым она может поговорить о своём прошлом, является живая зола (искра птицы феникс). От лица Марин О’Брайен повествуется сюжет аудиопостановок «Страдание» (англ. The Suffering), в которой Вики путешествует с Доктором и Стивеном, и «Тёмная планета» (англ. The Dark Planet), в которой также фигурируют Йен и Барбара. Вики, Йен и Барбара также путешествуют с Доктором в «Человеке-ракете» (англ. The Rocket Men), но повествование идёт от лица Уильяма Расселла, исполнителя роли Йена.
Также Вики была замечена в нескольких романах о приключениях Первого Доктора — «Заговорщиках» (англ. The Plotters, также фигурируют Йен и Барбара) Гарета Робертса, «Империи стекла» (англ. The Empire of Glass , также замечен Стивен) Энди Лейна, «За Византию!» (англ. Byzantium!) Кита Топпинга и «Одиннадцатом тигре» (англ. The Eleventh Tiger) Дэвида Э. МакИнти. В последнем из них было названо её полное имя — Вики Паллистер.

## Создание персонажа
После того, как исполнительница роли Сьюзен, Кэрол Энн Форд, решила уйти из «Доктора Кто» по причине того, что её персонаж не развивают, создателям сериала понадобился кто-то, кто бы мог заменить её. В отличие от Сьюзен, нового персонажа решили сделать круглой сиротой, без родственников и друзей, и, прежде чем назвать его «Вики», перебрали множество вариантов имени, включая «Лакки» и «Танни». На роль новой спутницы решено было взять Марин О’Брайен. Актриса только что окончила школу драматических искусств и роль Вики стала первой в её карьере. Создатель сериала, Сидни Ньюман, первоначально попросил Марин укоротить волосы и покрасить их в чёрный цвет, но она наотрез отказалась, прокомментировав это следующим образом: «Почему бы вам в таком случае не вернуть Кэрол Энн Форд обратно?».

## Отзывы
Рецензент The A.V. Club Кристофер Банн в своём отзыве о серии «Вмешивающийся во время» описал Вики как «не просто замену Сьюзен, но улучшенную её версию», так как О’Брайен «намного более привлекательная и живая». Также, по мнению Бана, Вики «в общении [со Стивеном] смогла быть более эффективной», чем Сьюзен когда-либо сможет. Марк Брекстон, критик из Radio Times, похвалил то, как Вики действует в серии «Космический музей», сравнив её образ с образом другой спутницы Доктора — Сары Джейн Смит. Тем не менее, по мнению критика, персонаж оказался «ужасно слабым», хотя он отметил то, насколько мастерски была написана сцена, где Вики покидает Доктора. Его коллега Патрик Малкерн согласился с ним, отметив, что персонаж «выглядел обещающе» в первой серии, но «в дальнейшем обделён сценаристами».